# Reuil-sur-Brêche

Reuil-sur-Brêche este o comună în departamentul Oise, Franța. În 1 ianuarie 2022 avea o populație de 329 de locuitori.